# Fabian Lamotte
Fabian Lamotte (Marsberg, 25 febbraio 1983) è un allenatore di calcio e calciatore tedesco, difensore del Dachau.

## Carriera

### Club
Ha giocato nella massima serie dei campionati tedesco ed austriaco, e nella seconda divisione tedesca.

## Palmarès

### Club
- Coppa d'Austria: 1

Sturm Graz: 2009-2010